# Territori del Nord
El Territori del Nord (Northern Territory en anglès) és un territori federal d'Austràlia. La seva capital és Darwin. També hi ha altres grans ciutats com Alice Springs, Katherine i Tennant Creek.
El Territori del Nord té grans àrees desèrtiques i llocs importants com l'Ulurú, una gran roca que és sagrada pels aborígens australians. D'altra banda, el Parc Nacional de Kakadu, amb una gran biodiversitat, és Patrimoni de la Humanitat.